# Чемпионат мира по спортивной акробатике 1990
9-й чемпионат мира по спортивной акробатике состоялся в Аугсбурге (ФРГ) в 1990 году.
Результаты выступлений спортсменов европейских стран учитывались для определения технических результатов чемпионата Европы.

## Мужские акробатические прыжки

### Многоборье
| Ранг | Команда         | Страна | Очки  |
| ---- | --------------- | ------ | ----- |
| 1    | Андрей Гарбузов | СССР   | 29,50 |
| 2    | Фэн Тао         | Китай  | 29,49 |
| 3    | Чэнь Бо         | Китай  | 29,46 |
| 3    | Стив Эллиотт    | США    | 29,46 |

### Кувырок
| Ранг | Команда          | Страна   | Очки  |
| ---- | ---------------- | -------- | ----- |
| 1    | Чэнь Бо          | Китай    | 19,79 |
| 2    | Андрей Гарбузов  | СССР     | 19,60 |
| 3    | Иордан Цинцарски | Болгария | 19,56 |

### Вращения
| Ранг | Команда              | Страна   | Очки  |
| ---- | -------------------- | -------- | ----- |
| 1    | Алексей Крыжановский | СССР     | 19,90 |
| 2    | Петр Петров          | Болгария | 19,70 |
| 3    | Фэн Тао              | Китай    | 19,66 |

## Мужские группы

### Многоборье
| Ранг | Команда                                                          | Страна   | Очки  |
| ---- | ---------------------------------------------------------------- | -------- | ----- |
| 1    | И. Якушов, В. Амбролидзе, И. Чернов, Д. Усанов                   | СССР     | 29,80 |
| 2    | Лю Хань, Чай Чень, Сюй Бин, Жэнь Шицян                           | Китай    | 29,68 |
| 3    | Венцеслав Генов, Борислав Георгиев, Лютер Иванов, Борислав Бецов | Болгария | 29,43 |

### Баланс
| Ранг | Команда                                                          | Страна   | Очки  |
| ---- | ---------------------------------------------------------------- | -------- | ----- |
| 1    | Лю Хань, Чай Чень, Сюй Бин, Жэнь Шицян                           | Китай    | 19,92 |
| 2    | И. Якушов, В. Амбролидзе, И. Чернов, Д. Усанов                   | СССР     | 19,80 |
| 2    | Венцеслав Генов, Борислав Георгиев, Лютер Иванов, Борислав Бецов | Болгария | 19,80 |

### Темп
| Ранг | Команда                                                          | Страна   | Очки  |
| ---- | ---------------------------------------------------------------- | -------- | ----- |
| 1    | И. Якушов, В. Амбролидзе, И. Чернов, Д. Усанов                   | СССР     | 19,86 |
| 2    | Венцеслав Генов, Борислав Георгиев, Лютер Иванов, Борислав Бецов | Болгария | 19,63 |
| 3    | Лю Хань, Чай Чень, Сюй Бин, Жэнь Шицян                           | Китай    | 19,56 |

## Мужские пары

### Многоборье
| Ранг | Команда                             | Страна   | Очки  |
| ---- | ----------------------------------- | -------- | ----- |
| 1    | Геннадий Церишенко, Юрий Степченков | СССР     | 29,86 |
| 1    | Чэнь Юнь, Чэнь Бяохуан              | Китай    | 29,86 |
| 3    | Румен Лачков, Владимир Энчев        | Болгария | 29,39 |
| 3    | Грегор Годзвон, Анджей Пьешота      | Польша   | 29,39 |

### Баланс
| Ранг | Команда                             | Страна   | Очки  |
| ---- | ----------------------------------- | -------- | ----- |
| 1    | Геннадий Церишенко, Юрий Степченков | СССР     | 20,00 |
| 1    | Чэнь Юнь, Чэнь Бяохуан              | Китай    | 20,00 |
| 3    | Румен Лачков, Владимир Энчев        | Болгария | 19,73 |

### Темп
| Ранг | Команда                             | Страна | Очки  |
| ---- | ----------------------------------- | ------ | ----- |
| 1    | Геннадий Церишенко, Юрий Степченков | СССР   | 19,93 |
| 2    | Чэнь Юнь, Чэнь Бяохуан              | Китай  | 19,90 |
| 3    | Грегор Годзвон, Анджей Пьешота      | Польша | 19,66 |

## Смешанные пары

### Многоборье
| Ранг | Команда                               | Страна         | Очки  |
| ---- | ------------------------------------- | -------------- | ----- |
| 1    | Наталья Редкова, Евгений Марченко     | СССР           | 29,82 |
| 2    | Ву Сяндун, Ли Ися                     | Китай          | 29,73 |
| 3    | Беата Валентинска, Андрей Сокотовский | Польша         | 29,26 |
| 3    | Софи Харрис, Джеймс Ньюман            | Великобритания | 26,26 |

### Баланс
| Ранг | Команда                           | Страна   | Очки  |
| ---- | --------------------------------- | -------- | ----- |
| 1    | Наталья Редкова, Евгений Марченко | СССР     | 19,96 |
| 2    | Ву Сяндун, Ли Ися                 | Китай    | 19,86 |
| 3    | Мирослав Цанков, Милена Стефанова | Болгария | 19,76 |

### Темп
| Ранг | Команда                               | Страна         | Очки  |
| ---- | ------------------------------------- | -------------- | ----- |
| 1    | Наталья Редкова, Евгений Марченко     | СССР           | 19,90 |
| 1    | Ву Сяндун, Ли Ися                     | Китай          | 19,90 |
| 3    | Беата Валентинска, Андрей Сокотовский | Польша         | 19,50 |
| 3    | Софи Харрис, Джеймс Ньюман            | Великобритания | 19,50 |
| 3    | Реймунд Херберг, Симона Мецмахер      | ФРГ            | 19,50 |

## Женские группы

### Многоборье
| Ранг | Команда                                          | Страна   | Очки  |
| ---- | ------------------------------------------------ | -------- | ----- |
| 1    | Любовь Чолакова, Бояна Ангелова, Василена Пенова | Болгария | 29,73 |
| 2    | Наталья Анисимова, Инга Гиоргибиани, Ирина Овоян | СССР     | 29,56 |
| 3    | Хо Цин, Янь Вэйся, Мо Сюецен                     | Китай    | 29,40 |

### Баланс
| Ранг | Команда                                          | Страна   | Очки  |
| ---- | ------------------------------------------------ | -------- | ----- |
| 1    | Любовь Чолакова, Бояна Ангелова, Василена Пенова | Болгария | 19,80 |
| 2    | Наталья Анисимова, Инга Гиоргибиани, Ирина Овоян | СССР     | 19,66 |
| 3    | Хо Цин, Янь Вэйся, Мо Сюецен                     | Китай    | 19,60 |

### Темп
| Ранг | Команда                                          | Страна   | Очки  |
| ---- | ------------------------------------------------ | -------- | ----- |
| 1    | Любовь Чолакова, Бояна Ангелова, Василена Пенова | Болгария | 19,86 |
| 1    | Наталья Анисимова, Инга Гиоргибиани, Ирина Овоян | СССР     | 19,86 |
| 3    | Хо Цин, Янь Вэйся, Мо Сюецен                     | Китай    | 19,70 |

## Женские пары

### Многоборье
| Ранг | Команда                            | Страна   | Очки  |
| ---- | ---------------------------------- | -------- | ----- |
| 1    | Елена Дрожжина, Зульфия Алимова    | СССР     | 29,69 |
| 2    | Сонг На, Су Хонг                   | Китай    | 29,52 |
| 3    | Анна Кирковска, Йорданка Йорданова | Болгария | 29,50 |

### Баланс
| Ранг | Команда                            | Страна   | Очки  |
| ---- | ---------------------------------- | -------- | ----- |
| 1    | Елена Дрожжина, Зульфия Алимова    | СССР     | 19,83 |
| 1    | Сонг На, Хон Су                    | Китай    | 19,83 |
| 3    | Анна Кирковска, Йорданка Йорданова | Болгария | 19,60 |

### Темп
| Ранг | Команда                            | Страна   | Очки  |
| ---- | ---------------------------------- | -------- | ----- |
| 1    | Елена Дрожжина, Зульфия Алимова    | СССР     | 19,76 |
| 1    | Сонг На, Хон Су                    | Китай    | 19,76 |
| 3    | Анна Кирковска, Йорданка Йорданова | Болгария | 19,70 |

## Женские акробатические прыжки

### Многоборье
| Ранг | Команда          | Страна   | Очки  |
| ---- | ---------------- | -------- | ----- |
| 1    | Наталья Кадатова | СССР     | 29,56 |
| 2    | Мария Димова     | Болгария | 29,30 |
| 3    | Екатерина Юрьева | СССР     | 29,29 |

### 1-е упражнение
| Ранг | Команда           | Страна         | Очки  |
| ---- | ----------------- | -------------- | ----- |
| 1    | Наталья Кадатова  | СССР           | 19,80 |
| 2    | Филиппа Мьюзикент | Великобритания | 19,56 |
| 3    | Мисси Марра       | США            | 19,46 |

### 2-е упражнение
| Ранг | Команда           | Страна         | Очки  |
| ---- | ----------------- | -------------- | ----- |
| 1    | Екатерина Юрьева  | СССР           | 19,70 |
| 1    | Мария Димова      | Болгария       | 19,70 |
| 3    | Филиппа Мьюзикент | Великобритания | 19,56 |
| 3    | Диана Матуш       | Венгрия        | 19,56 |